# Вишняки (Одесская область)
Вишняки (укр. Вишняки) — село, относится к Арцизскому району Одесской области Украины. Протекает река Джаллар.
Население по переписи 2001 года составляло 632 человека. Почтовый индекс — 68420. Телефонный код — 4845.

## История
В 1945 году Указом ПВС УССР село Новый Арциз переименовано в Вишняки.

## Население и национальный состав
По данным переписи населения Украины 2001 года распределение населения по родному языку было следующим (в % от общей численности населения):
По Вознесенскому Первому сельскому совету: украинский — 11,79 %;русский — 69,87 %; болгарский — 3,77 %; гагаузский — 0,53 %; молдавский — 13,50 %; венгерский — 0,06 %; греческий — 0,18 %.
По селу Вознесенка Первая: украинский −5,75 %;русский — 88,98 %; болгарский — 2,68 %; гагаузский — 0,19 %; молдавский — 1,92 %; венгерский — 0,10 %.
По селу Вишняки: украинский — 21,20 %; русский — 38,92 %; болгарский — 5,70 %; гагаузский — 1,11 %; молдавский — 32,91 %.
По селу Новомирное: украинский — 30,00 %; русский — 50,00 %; молдавский — 5,00 %; греческий — 15,0 %.

## Местный совет
68411, Одесская обл., Арцизский р-н, с. Вознесенка-Первая, ул. Ленина, 5